# Marianne Ilmer Ebnicher
Marianne Ilmer Ebnicher (* 25. Dezember 1959 in Goldrain/Südtirol) ist eine deutschsprachige Buchautorin, Lyrikerin und Rezensentin.
Ebnicher ist Mitglied beim Südtiroler Künstlerbund, bei der Südtiroler Autorenvereinigung (SAV), bei der IG Autorinnen Autoren (Wien) sowie beim Institut für Jugendliteratur (Wien). Sie lebt in Bozen.

## Werke
- Robbi und die verflixten Umzüge, Kinderbuch, Tyrolia Verlag, Innsbruck 1998, ISBN 3-7022-2183-2 (Übersetzung ins Koreanische: 2006, ISBN 89-957487-6-1)
- Südtiroler Sagen für Kinder erzählt, Kinderbuch, Athesia Verlag, Bozen 1999, ISBN 88-8266-004-4 (Übersetzung ins Italienische durch Giuseppe Richebuono "Leggende del Sudtirolo narrate ai bambini", Athesia Verlag, Bozen 1999, ISBN 88-8266-021-4) (Vertonung durch RAI Südtirol und Stiftung Sparkasse in deutscher Sprache)
- Krampussi. Der kleine Teufel und das Menschenmädchen, Kinderbuch, Weger Verlag, Brixen 2004, ISBN 88-88910-10-7.
- Frau Ottilie. Herr Fridolin. Ein Bilderbuch zum Drehen und Wenden, Bilderbuch, Edition Raetia, Bozen 2009, ISBN 978-88-7283-350-6.
- Glasherzenglück, Bilderbuch, Bibliothek der Provinz, Weitra 2011, ISBN 978-3-85252-988-2.
- Südtiroler Märchen und Sagen, Kinder- und Jugendbuch / Tirolensie, Spectrum, Bozen 2011, ISBN 978-88-6011-157-9. (Übersetzung ins Italienische durch Mike Frajria "Favole e saghe del Sudtirolo", Spectrum, Bozen 2012, ISBN 978-88-6011-160-9)